# Europamästerskapet i basket för damer 1995
Europamästerskapet i basket för damer 1995 spelades i Brno i Tjeckien och var den 25:e EM-basketturneringen som avgjordes för damer. Turneringen spelades mellan den 8 och 18 juni 1995 och totalt deltog 14 lag i turneringen där Ukraina blev Europamästare före Italien och Ryssland, det var Ukrainas första EM-guld. För första gången missade båda finallagen från föregående EM-turnering att ta sig vidare från gruppspelet.

## Kvalificerade länder
| - Tjeckien (som arrangör) - Frankrike - Italien - FR Jugoslavien - Kroatien | - Litauen - Moldavien - Rumänien - Ryssland | - Slovakien - Spanien - Tyskland - Ukraina - Ungern |

## Gruppspelet

### Spelsystem
De 14 lagen som var med i EM var indelade i två grupper med sju lag i vardera. Alla lagen mötte alla en gång i sin grupp innan de fyra bästa lagen i varje grupp gick vidare till kvartsfinalspel, medan de tre sämsta laget i varje grupp hade spelat färdigt. Seger i en match gav två poäng och förlust gav en poäng.
|  | Laget spelade om plats 1-8  |
|  | Laget hamnade på plats 9-14 |

### Grupp A
| Plats | Nation      | Spelade | Vinster | Förluster | Mål       | Målskillnad | Poäng |
| --- | ----------- | ------- | ------- | --------- | --------- | ----------- | ----- |
| 1 | Italien     | 6       | 6       | 0         | 374 – 329 | +45         | 12    |
| 2 | Ryssland    | 6       | 5       | 1         | 459 – 387 | +72         | 11    |
| 3 | Tjeckien    | 6       | 4       | 2         | 422 – 408 | +14         | 10    |
| 4 | Litauen     | 6       | 2       | 4         | 396 – 408 | -12         | 8     |
| 5 | Jugoslavien | 6       | 2       | 4         | 353 – 382 | -29         | 8     |
| 6 | Frankrike   | 6       | 2       | 4         | 394 – 430 | -36         | 8     |
| 7 | Tyskland    | 6       | 0       | 6         | 387 – 441 | -54         | 6     |
| Inbördes möten avgör placering när tre lag hamnar på samma poäng Frankrike besegrade Litauen med 72-70 (+2 poäng), Jugoslavien besegrade Frankrike med 74-63 (+11 poäng) och Litauen besegrade Jugoslavien med 59-51 (+8 poäng), vilket gjorde att Litauen fick +6, Jugoslavien +3 och Frankrike -9 i inbördes möten |             |         |         |           |           |             |       |

| 8 juni 1995 kl 09:00 (CET) | Frankrike | 69 – 65 (29-27) (Förlängning: 13-9) Rapport | Tyskland | Brno |
| 8 juni 1995 kl 09:00 (CET) |           |                                             |          | Brno |

| 8 juni 1995 kl 14:00 (CET) | Italien | 60 – 55 (25-24) Rapport | Litauen | Brno |
| 8 juni 1995 kl 14:00 (CET) |         |                         |         | Brno |

| 8 juni 1995 kl 16:00 (CET) | Ryssland | 75 – 72 (41-42) Rapport | Tjeckien | Brno |
| 8 juni 1995 kl 16:00 (CET) |          |                         |          | Brno |

| 9 juni 1995 kl 09:00 (CET) | Jugoslavien | 46 – 63 (21-36) Rapport | Italien | Brno |
| 9 juni 1995 kl 09:00 (CET) |             |                         |         | Brno |

| 9 juni 1995 kl 11:00 (CET) | Litauen | 67 – 76 (34-36) Rapport | Ryssland | Brno |
| 9 juni 1995 kl 11:00 (CET) |         |                         |          | Brno |

| 9 juni 1995 kl 16:00 (CET) | Frankrike | 74 – 79 (27-40) Rapport | Tjeckien | Brno |
| 9 juni 1995 kl 16:00 (CET) |           |                         |          | Brno |

| 10 juni 1995 kl 11:00 (CET) | Frankrike | 72 – 70 (35-35) Rapport | Litauen | Brno |
| 10 juni 1995 kl 11:00 (CET) |           |                         |         | Brno |

| 10 juni 1995 kl 14:00 (CET) | Ryssland | 76 – 62 (42-25) Rapport | Jugoslavien | Brno |
| 10 juni 1995 kl 14:00 (CET) |          |                         |             | Brno |

| 10 juni 1995 kl 18:00 (CET) | Tyskland | 69 – 72 (32-31) Rapport | Tjeckien | Brno |
| 10 juni 1995 kl 18:00 (CET) |          |                         |          | Brno |

| 11 juni 1995 kl 11:00 (CET) | Italien | 59 – 57 (29-27) Rapport | Ryssland | Brno |
| 11 juni 1995 kl 11:00 (CET) |         |                         |          | Brno |

| 11 juni 1995 kl 16:00 (CET) | Litauen | 80 – 71 (38-33) Rapport | Tyskland | Brno |
| 11 juni 1995 kl 16:00 (CET) |         |                         |          | Brno |

| 11 juni 1995 kl 18:00 (CET) | Jugoslavien | 74 – 63 (33-46) Rapport | Frankrike | Brno |
| 11 juni 1995 kl 18:00 (CET) |             |                         |           | Brno |

| 12 juni 1995 kl 11:00 (CET) | Tyskland | 54 – 58 (32-32) Rapport | Jugoslavien | Brno |
| 12 juni 1995 kl 11:00 (CET) |          |                         |             | Brno |

| 12 juni 1995 kl 16:00 (CET) | Tjeckien | 78 – 65 (34-36) Rapport | Litauen | Brno |
| 12 juni 1995 kl 16:00 (CET) |          |                         |         | Brno |

| 12 juni 1995 kl 18:00 (CET) | Frankrike | 61 – 64 (37-38) Rapport | Italien | Brno |
| 12 juni 1995 kl 18:00 (CET) |           |                         |         | Brno |

| 13 juni 1995 kl 11:00 (CET) | Ryssland | 78 – 55 (36-25) Rapport | Frankrike | Brno |
| 13 juni 1995 kl 11:00 (CET) |          |                         |           | Brno |

| 13 juni 1995 kl 16:00 (CET) | Jugoslavien | 62 – 67 (35-37) Rapport | Tjeckien | Brno |
| 13 juni 1995 kl 16:00 (CET) |             |                         |          | Brno |

| 13 juni 1995 kl 18:00 (CET) | Italien | 65 – 56 (32-29) Rapport | Tyskland | Brno |
| 13 juni 1995 kl 18:00 (CET) |         |                         |          | Brno |

| 14 juni 1995 kl 11:00 (CET) | Litauen | 59 – 51 (28-26) Rapport | Jugoslavien | Brno |
| 14 juni 1995 kl 11:00 (CET) |         |                         |             | Brno |

| 14 juni 1995 kl 16:00 (CET) | Tyskland | 72 – 97 (38-53) Rapport | Ryssland | Brno |
| 14 juni 1995 kl 16:00 (CET) |          |                         |          | Brno |

| 14 juni 1995 kl 20:00 (CET) | Tjeckien | 54 – 63 (26-36) Rapport | Italien | Brno |
| 14 juni 1995 kl 20:00 (CET) |          |                         |         | Brno |

### Grupp B
| Plats                                                            | Nation    | Spelade | Vinster | Förluster | Mål       | Målskillnad | Poäng |
| ---------------------------------------------------------------- | --------- | ------- | ------- | --------- | --------- | ----------- | ----- |
| 1                                                                | Ukraina   | 6       | 5       | 1         | 416 – 359 | +57         | 11    |
| 2                                                                | Slovakien | 6       | 5       | 1         | 417 – 373 | +44         | 11    |
| 3                                                                | Kroatien  | 6       | 4       | 2         | 428 – 414 | +14         | 10    |
| 4                                                                | Moldavien | 6       | 3       | 3         | 410 – 451 | -41         | 9     |
| 5                                                                | Spanien   | 6       | 2       | 4         | 493 – 453 | +40         | 8     |
| 6                                                                | Rumänien  | 6       | 1       | 5         | 368 – 439 | -71         | 7     |
| 7                                                                | Ungern    | 6       | 1       | 5         | 418 – 461 | -43         | 7     |
| Inbördes möten avgör placering när två lag hamnar på samma poäng |           |         |         |           |           |             |       |

| 8 juni 1995 kl 11:00 (CET) | Spanien | 97 – 68 (46-35) Rapport | Rumänien | Brno |
| 8 juni 1995 kl 11:00 (CET) |         |                         |          | Brno |

| 8 juni 1995 kl 18:30 (CET) | Slovakien | 74 – 70 (36-40) Rapport | Moldavien | Brno |
| 8 juni 1995 kl 18:30 (CET) |           |                         |           | Brno |

| 8 juni 1995 kl 20:30 (CET) | Ukraina | 68 – 69 (39-28) Rapport | Kroatien | Brno |
| 8 juni 1995 kl 20:30 (CET) |         |                         |          | Brno |

| 9 juni 1995 kl 14:00 (CET) | Kroatien | 73 – 70 (43-43) Rapport | Spanien | Brno |
| 9 juni 1995 kl 14:00 (CET) |          |                         |         | Brno |

| 9 juni 1995 kl 18:00 (CET) | Ungern | 53 – 60 (19-34) Rapport | Slovakien | Brno |
| 9 juni 1995 kl 18:00 (CET) |        |                         |           | Brno |

| 9 juni 1995 kl 20:00 (CET) | Moldavien | 61 – 68 (32-42) Rapport | Ukraina | Brno |
| 9 juni 1995 kl 20:00 (CET) |           |                         |         | Brno |

| 10 juni 1995 kl 09:00 (CET) | Rumänien | 57 – 68 (28-33) Rapport | Kroatien | Brno |
| 10 juni 1995 kl 09:00 (CET) |          |                         |          | Brno |

| 10 juni 1995 kl 16:00 (CET) | Ukraina | 75 – 55 (39-24) Rapport | Ungern | Brno |
| 10 juni 1995 kl 16:00 (CET) |         |                         |        | Brno |

| 10 juni 1995 kl 20:00 (CET) | Spanien | 101 – 59 (52-25) Rapport | Moldavien | Brno |
| 10 juni 1995 kl 20:00 (CET) |         |                          |           | Brno |

| 11 juni 1995 kl 09:00 (CET) | Slovakien | 59 – 61 (28-35) Rapport | Ukraina | Brno |
| 11 juni 1995 kl 09:00 (CET) |           |                         |         | Brno |

| 11 juni 1995 kl 14:00 (CET) | Moldavien | 63 – 59 (32-34) Rapport | Rumänien | Brno |
| 11 juni 1995 kl 14:00 (CET) |           |                         |          | Brno |

| 11 juni 1995 kl 20:00 (CET) | Ungern | 108 – 105 (37-37) (Förlängning: 15-15, 15-12) Rapport | Spanien | Brno |
| 11 juni 1995 kl 20:00 (CET) |        |                                                       |         | Brno |

| 12 juni 1995 kl 09:00 (CET) | Kroatien | 76 – 78 (42-35) (Förlängning: 4-6) Rapport | Moldavien | Brno |
| 12 juni 1995 kl 09:00 (CET) |          |                                            |           | Brno |

| 12 juni 1995 kl 14:00 (CET) | Spanien | 66 – 72 (28-31) Rapport | Slovakien | Brno |
| 12 juni 1995 kl 14:00 (CET) |         |                         |           | Brno |

| 12 juni 1995 kl 20:00 (CET) | Rumänien | 67 – 59 (39-39) Rapport | Ungern | Brno |
| 12 juni 1995 kl 20:00 (CET) |          |                         |        | Brno |

| 13 juni 1995 kl 09:00 (CET) | Ukraina | 73 – 54 (40-28) Rapport | Spanien | Brno |
| 13 juni 1995 kl 09:00 (CET) |         |                         |         | Brno |

| 13 juni 1995 kl 14:00 (CET) | Ungern | 70 – 75 (37-45) Rapport | Kroatien | Brno |
| 13 juni 1995 kl 14:00 (CET) |        |                         |          | Brno |

| 13 juni 1995 kl 20:00 (CET) | Slovakien | 81 – 56 (44-30) Rapport | Rumänien | Brno |
| 13 juni 1995 kl 20:00 (CET) |           |                         |          | Brno |

| 14 juni 1995 kl 09:00 (CET) | Moldavien | 79 – 73 (38-25) Rapport | Ungern | Brno |
| 14 juni 1995 kl 09:00 (CET) |           |                         |        | Brno |

| 14 juni 1995 kl 14:00 (CET) | Rumänien | 61 – 71 (38-31) Rapport | Ukraina | Brno |
| 14 juni 1995 kl 14:00 (CET) |          |                         |         | Brno |

| 14 juni 1995 kl 18:00 (CET) | Kroatien | 67 – 71 (36-38) Rapport | Slovakien | Brno |
| 14 juni 1995 kl 18:00 (CET) |          |                         |           | Brno |

## Slutspelet

### Kvartsfinaler
| 16 juni 1995 kl 11:00 (CET) | Moldavien | 43 – 74 (30-42) Rapport | Italien | Brno |
| 16 juni 1995 kl 11:00 (CET) |           |                         |         | Brno |

| 16 juni 1995 kl 15:00 (CET) | Ukraina | 76 – 72 (40-34) Rapport | Litauen | Brno |
| 16 juni 1995 kl 15:00 (CET) |         |                         |         | Brno |

| 16 juni 1995 kl 17:00 (CET) | Slovakien | 85 – 75 (38-29) Rapport | Tjeckien | Brno |
| 16 juni 1995 kl 17:00 (CET) |           |                         |          | Brno |

| 16 juni 1995 kl 21:00 (CET) | Kroatien | 72 – 81 (42-43) Rapport | Ryssland | Brno |
| 16 juni 1995 kl 21:00 (CET) |          |                         |          | Brno |

### Semifinaler
| 17 juni 1995 kl 17:00 (CET) | Italien | 65 – 46 (27-28) Rapport | Slovakien | Brno |
| 17 juni 1995 kl 17:00 (CET) |         |                         |           | Brno |

| 17 juni 1995 kl 19:00 (CET) | Ukraina | 69 – 64 (36-31) Rapport | Ryssland | Brno |
| 17 juni 1995 kl 19:00 (CET) |         |                         |          | Brno |

### Bronsmatch
| 18 juni 1995 kl 16:00 (CET) | Slovakien | 50 – 69 (22-26) Rapport | Ryssland | Brno |
| 18 juni 1995 kl 16:00 (CET) |           |                         |          | Brno |

### Final
| 18 juni 1995 kl 18:00 (CET) | Italien | 66 – 77 (32-41) Rapport | Ukraina | Brno |
| 18 juni 1995 kl 18:00 (CET) |         |                         |         | Brno |

| Europamästare: Ukrainas första EM-titel |

## Placeringsmatcher

### Match om 5:e - 8:e plats
| 17 juni 1995 kl 11:00 (CET) | Moldavien | 78 – 76 (51-33) Rapport | Tjeckien | Brno |
| 17 juni 1995 kl 11:00 (CET) |           |                         |          | Brno |

| 17 juni 1995 kl 15:00 (CET) | Litauen | 91 – 64 (47-27) Rapport | Kroatien | Brno |
| 17 juni 1995 kl 15:00 (CET) |         |                         |          | Brno |

### Match om 7:e plats
| 18 juni 1995 kl 11:00 (CET) | Tjeckien | 73 – 61 (39-36) Rapport | Kroatien | Brno |
| 18 juni 1995 kl 11:00 (CET) |          |                         |          | Brno |

### Match om 5:e plats
| 18 juni 1995 kl 14:00 (CET) | Moldavien | 62 – 68 (31-41) Rapport | Litauen | Brno |
| 18 juni 1995 kl 14:00 (CET) |           |                         |         | Brno |

## Slutplaceringar
| 1  | Ukraina     |
| 2  | Italien     |
| 3  | Ryssland    |
| 4  | Slovakien   |
| 5  | Litauen     |
| 6  | Moldavien   |
| 7  | Tjeckien    |
| 8  | Kroatien    |
| 9  | Spanien     |
| 10 | Jugoslavien |
| 11 | Frankrike   |
| 12 | Ungern      |
| 13 | Rumänien    |
| 14 | Tyskland    |